# قره‌عمرلی (یورغیر)
قره‌عمرلی (به ترکی استانبولی: Karaömerli) یک منطقهٔ مسکونی در ترکیه است که در یورغیر واقع شده‌است.